# Кивији (Француска)
Кивији (фр. Cuvilly) насеље је и општина у североисточној Француској у региону Пикардија, у департману Оаза која припада префектури Компјењ.
По подацима из 2011. године у општини је живело 612 становника, а густина насељености је износила 71,08 становника/km². Општина се простире на површини од 8,61 km². Налази се на средњој надморској висини од 72 метара (максималној 129 m, а минималној 65 m).

## Демографија
| 1962. | 1968. | 1975. | 1982. | 1990. | 1999. | 2011. |
| ----- | ----- | ----- | ----- | ----- | ----- | ----- |
| 383   | 388   | 391   | 442   | 462   | 520   | 612   |

График промене броја становника у току последњих година